# Trisol Music Group
Trisol Music Group (kurz: Trisol) ist ein deutsches Plattenlabel und dazugehöriger Mailorder-Versand mit Sitz in Groß-Zimmern im Landkreis Darmstadt-Dieburg in Hessen. Es wurde 1997 von Alexander Storm gegründet, welcher der heutige Geschäftsführer ist. Der Schwerpunkt des Labels liegt auf der Musik der Schwarzen Szene wie Metal, Elektro, Neue Deutsche Härte, Gothic Rock und Visual Kei.

## Geschichte
Trisol veröffentlichte im Oktober 2005 den Soundtrack zum US-Horrorfilm Saw II, zu welchem diverse international bekannte Künstler Songs beisteuerten. Im Oktober 2006 folgte der Soundtrack zur Fortsetzung Saw III.

## Bands (Auswahl)
- Chamber
- Charlie Clouser
- Cinema Strange
- Davey Suicide
- Dope Stars Inc.
- EXT!ZE
- Garden of Delight
- Janus
- Kirlian Camera
- Krayenzeit
- L’Âme Immortelle (1999 bis 2004, seit 2008)
- London After Midnight
- Malice Mizer
- Mantus
- Moi dix Mois
- Nachtmahr
- Ostara
- Project Pitchfork
- Rome
- Samsas Traum
- Schwarzer Engel
- Sanguis et Cinis
- Santa Hates You
- Sieben
- Sopor Aeternus
- Spiritual Front
- Weena Morloch
- Wolfenmond
- XPQ-21
- Zeromancer

### Ehemalige Bands und Künstler
- ASP (Bis 2022)[11]
- Alex Fergusson (2001: The Essence)
- Die Form (bis Juli 2008, Wechsel zu Out of Line)
- Emilie Autumn (bis 2009, Wechsel zu The End Records)